# Návrat Klingonů
Návrat Klingonů (též Pozdrav po vulkánsku (Netflix), v anglickém originále The Vulcan Hello) je úvodní díl seriálu Star Trek: Discovery. Jeho děj je umístěn zhruba deset let před události seriálu Star Trek a který ukazuje začátek války mezi Spojenou federací planet a Klingony.
Natáčení probíhalo ve studiích Pinewood Toronto, Paramount a v jordánské poušti. Režie se ujal David Semel, scénář napsali Bryan Fuller a Akiva Goldsman.
Tento díl byl vysílán na stanici CBS dne 24. září 2017 a zároveň byl zveřejněn na internetové platformě CBS All Access, která se stala výhradním distributorem ostatních dílů. Epizodu sledovalo na CBS 9,5 milionu diváků a rovněž obdržela převážně pozitivní kritiky.

## Děj
Kapitánka Philippa Georgiou a první důstojník Michael Burnhamová prochází skrz poušť na neznámé planetě. Jejich cílem je najít vyschlou studnu dřív, než je dostihne písečná bouře. Studnu najdou a phaserovými parsky naruší její podloží, takže se opět objeví voda. Ta je důležitá pro Crepusculany, kteří zde žijí a bez vody by nepřežili následující dlouhé období sucha. Mezitím se ovšem bouře přiblíží natolik, že znemožní transport, a tak kapitánka vyšlape to písku symbol Hvězdné flotily a tím k sobě přiláká na orbitě parkující USS Shenzhou, která je vyzvedne.
Ve stejný čas neznámý Klingon promlouvá k ostatním Klingonům ve velké síni: mluví o Kahlessovi, tradici, cti a potřebě sjednotit všechny klingonské rody, aby se mohli postavit těm, kteří „přicházejí v míru“ (tedy Federaci).
Hvězdného data 1207,3 přilétá USS Shenzhou k dvojhvězdě na hranici území Federace, aby zde prověřila poškození jedné z retranslačních stanic. Hlavní vědecký důstojník Saru objeví v pásu asteroidů neznámý objekt, který ovšem vysílá rušící pole a znemožňuje skenování. Protože je pás tak hustý, že jím neprolétne loď ani raketoplán, nabídne se komandér Burnhamová, že k objektu dolétne ve skafandru vybaveném tryskami. Na celou akci má ale jen 20 minut, potom záření z dvojhvězdy začne narušovat její DNA. Po přistání na povrchu objektu Burnhamovou napadne Klingon, který je při následné potyčce zabit. Burnhamová skončí v bezvědomí a než ji USS Shenzhou z pole zachrání, je těžce popálena. Během kómatu při léčení na ošetřovně pak vidíme jednu scénu z jejího dětství na Vulkánu, ze které vyjde najevo, že za smrt jejích původních rodičů na stanici Doctari Alpha mohou Klingoni. Burnhamová uteče z ošetřovny na můstek a prozradí kapitánce Georgiou pravý stav věcí. Klingony už sice víc než 100 let nikdo neviděl, přesto kapitánka zaměří neznámý objekt. Vzápětí se před přídí USS Shenzhou demaskuje klingonské plavidlo.
Kapitánka kontaktuje velení Flotily a to jí doporučí nedělat nic provokativního, dokud nepřiletí posily. Burnhamová během této konverzace nicméně důrazně prosazuje taktiku prvního úderu. Neznámé plavidlo se mezitím prudce rozzáří, což by měl být určitý druh komunikace. Burnhamová se následně spojí se Sarekem, svým adoptivním otcem a požádá ho o radu. Poté zamíří na můstek a opět naléhá na kapitánku, aby zaútočila první. Ta ji vezme to své kajuty a vynadá jí, protože zpochybňuje její rozhodnutí, které nehodlá měnit. Burnhamová tedy kapitánku omráčí vulkánským nervovým stiskem, odejde na můstek a nařídí posádce pálit na klingonské plavidlo. Ještě než je rozkaz vyplněn, objeví se ve dveřích kapitánka Georgiou s phaserem v ruce a donutí Burnhamovou odstoupit. Vzápětí záře z klingonské lodi pohasne a do prostoru vstoupí velké množství klingonských lodí.